# Тања Савић (албум)
Тања Савић је други студијски албум Тање Савић, који се појавио у продаји од јуна 2008. године.

## Списак песама
1. „Да, да“ – 3:35 (С. Симић Камба - С. Милошевић - „Кафе шоп“)
2. „Црвено слово“ – 3:15 (З. Марјановић - С. Милошевић - „Кућица“)
3. „Улица“ – 3:30 (З. Марјановић - С. Милошевић - „Кафе шоп“)
4. „Кад пронађеш мој лик“ – 3:35 (Бане Опачић - Доријан Шетина)
5. „Златник“ – 3:40 (З. Марјановић - С. Милошевић - З. Марјановић)
6. „Потпис мој“ – 3:28 (С. Симић Камба - С. Милошевић - „Кафе шоп“)
7. „Ало мама“ – 3:08 (С. Симић Камба - С. Милошевић - „Кафе шоп“)
8. „Порок“ – 3:50 (Ж. Васић - Нокаш - Е. Бибезић / Б. Драгојевић)